# Savate Carolo Trophy
Le Savate Carolo Trophy est un gala international de Boxe Française - Savate qui se déroule à Charleroi (Belgique).
La première édition (25/11/2006) accueillait les compétiteurs d'Italie de France et de Belgique. Lors de la deuxième édition (10/11/2007) des tireurs Slovènes sont venus compléter le tableau ainsi qu'un tireur Russe lors de la troisième (29/11/2008).
Cet évènement est organisé par le club carolo, Le Tireur de Charleroi